# Hans Ramge
 Hans Ramge  (* 9. August 1940 in Berlin) ist ein deutscher Sprachwissenschaftler und Namenforscher.

## Werdegang
Hans Ramge wuchs in Worms auf und studierte von 1959 bis 1964 Germanistik, Geschichte und Philosophie an den Universitäten Heidelberg und Mainz, wo er auch 1966 promoviert wurde. Von 1964 bis 1969 war er Gymnasiallehrer in Bensheim und Darmstadt, bevor er 1970 als Akademischer Rat an die Justus-Liebig-Universität Gießen wechselte. Dort habilitierte er sich 1975 und erhielt unmittelbar danach den Ruf auf eine Professur für deutsche Sprache an der Universität des Saarlandes in Saarbrücken. 1978 wurde er auf den Lehrstuhl für germanistische Linguistik an der Justus-Liebig-Universität Gießen berufen, den er bis zu seiner Emeritierung 2005 innehatte. Seit 1980 leitete er das „Hessische Flurnamenarchiv Gießen“.
Ramges Forschungsschwerpunkte sind Spracherwerb, Gesprächs- und Textanalyse und, verstärkt seit den 1980er Jahren, Sprachgeschichte und Namenforschung, insbesondere des hessischen Raums. Seit 1992 ist er Mitglied der Historischen Kommission für Hessen.

## Veröffentlichungen (Auswahl)
- Die Siedlungs- und Flurnamen des Stadt- und Landkreises Worms. Darmstadt 1967. ISBN 978-3-87711-008-9.
- Spracherwerb. Grundzüge der Sprachentwicklung des Kindes. Tübingen 1973. ISBN 978-3-484-25016-1.
- Spracherwerb und sprachliches Handeln. Düsseldorf 1976. ISBN 3-590-14143-3 (http://geb.uni-giessen.de/geb/volltexte/2012/8749/).
- (Hrsg.): Hessischer Flurnamenatlas. Darmstadt 1987. ISBN 3-88443-020-3.
- (Hrsg.): Südhessisches Flurnamenbuch. Darmstadt 2002. ISBN 3-88443-045-9.
- Mittelhessisches Flurnamenbuch. (https://www.online.uni-marburg.de/lagis/mhfb/mhfb_xs.html)
- Hessische Flurnamen online. In: Landesgeschichtliches Informationssystem Hessen (LAGIS)..
- Namenraum und Sprachgeschichte in Hessen. Kleinere Schriften zur sprachlichen Landesforschung in Hessen. Hrsg. von Bernd Vielsmeier. Darmstadt 2013. ISBN 978-3-88443-412-3.
- Studien zu hessischen Familiennamen. (http://geb.uni-giessen.de/geb/volltexte/2015/11314/).
- Hessische Familiennamen. Namengeschichten. Erklärungen. Verbreitungen. Heidelberg, Ubstadt-Weiher 2017. ISBN 978-3-95505-026-9.

## Auszeichnungen und Preise
- Henning-Kaufmann-Preis, 1986.